# قائمة أكثر من لعب مواسم في الرابطة الوطنية لكرة السلة
هذه القائمة توضح أكثر من لعب مواسم في الرابطة الوطنية لكرة السلة.
| * | عضو في قاعة نايسميث التذكارية لمشاهير كرة السلة |

| الترتيب | اللاعب           | المركز | الفرق | المواسم | مرجع  |
| ------- | ---------------- | ------ | --- | ------- | ----- |
| 1       | روبرت باريش*     | C      | - غولدن ستايت ووريورز (1976–1980) - بوسطن سيلتكس (1980–1994) - شارلوت هورنتس (1994–1996) - شيكاغو بولز (1996–1997) | 21      | [ 1 ] |
| 1       | كيفن ويليس       | PF / C | - أتلانتا هوكس (1984–1995, 2004–2005) - ميامي هيت (1994–1996) - غولدن ستايت ووريورز (1996) - هيوستن روكتس (1996–1998, 2001–2002) - تورونتو رابتورز (1998–2001) - دنفر ناغتس (2001) - سان أنطونيو سبرز (2002–2004) - دالاس مافيريكس (2007)              | 21      | [ 1 ] |
| 1       | كيفن غارنيت      | PF / C | - مينيسيوتا تيمبر وولفز (1995–2007, 2015–الآن) - بوسطن سيلتكس (2007–2013) - بروكلين نتس (2013–2015) | 21      | [ 1 ] |
| 4       | كريم عبد الجبار* | C      | - ميلووكي باكز (1969–1975) - لوس أنجلوس ليكرز (1975–1989) | 20      | [ 1 ] |
| 4       | كوبي براينت      | SG     | لوس أنجلوس ليكرز (1996–2016) | 20      | [ 1 ] |
| 6       | موسى مالون*      | C      | - بوفالو بريفز (1976) - هيوستن روكتس (1976–1982) - فيلادلفيا سفنتي سيكسرز (1982–1986, 1993–1994) - واشنطن ويزاردز (1986–1988) - أتلانتا هوكس (1988–1991) - ميلووكي باكز (1991–1993) - سان أنطونيو سبرز (1994–1995)                                     | 19      | [ 1 ] |
| 6       | جيمس ادواردز     | C      | - لوس أنجلوس ليكرز (1977, 1992–1994) - إنديانا بايسرز 1977–1981 - كليفلاند كافالييرز (1981–1983) - فينيكس صنز (1983–1988) - ديترويت بيستونز (1988–1991) - لوس أنجلوس كليبرز (1991–1992) - بورتلاند ترايل بلايزرز (1994–1995) - شيكاغو بولز (1995–1996) | 19      | [ 1 ] |
| 6       | جون ستوكتون*     | PG     | يوتاه جاز (1984–2003) | 19      | [ 1 ] |
| 6       | كارل مالوني*     | PF     | - يوتاه جاز (1985–2003) - لوس أنجلوس ليكرز (2003–2004) | 19      | [ 1 ] |
| 6       | تشارلز أوكلي     | PF / C | - شيكاغو بولز (1985–1988, 2001–2002) - نيويورك نيكس (1988–1998) - تورونتو رابتورز (1998–2001) - واشنطن ويزاردز (2002–2003) - هيوستن روكتس (2004) | 19      | [ 1 ] |
| 6       | شاكيل أونيل*     | C      | - أورلاندو ماجيك (1992–1996) - لوس أنجلوس ليكرز (1996–2004) - ميامي هيت (2004–2008) - فينيكس صنز (2008–2009) - كليفلاند كافالييرز (2009–2010) - بوسطن سيلتكس (2010–2011)                                                                               | 19      | [ 1 ] |
| 6       | جوان هوارد       | PF / C | - واشنطن ويزاردز (1994–2001) - دالاس مافيريكس (2001–2002, 2007–2008) - دنفر ناغتس (2002–2003, 2008) - أورلاندو ماجيك (2003–2004) - هيوستن روكتس (2004–2007) - شارلوت هورنتس (2008–2009) - بورتلاند ترايل بلايزرز (2009–2010) - ميامي هيت (2010–2013)   | 19      | [ 1 ] |
| 6       | جيسون كيد        | PG     | - دالاس مافيريكس (1994–1997, 2008–2012) - فينيكس صنز (1996–2001) - بروكلين نتس (2001–2008) - نيويورك نيكس (2012–2013) | 19      | [ 1 ] |
| 6       | تيم دنكان        | PF / C | سان أنطونيو سبرز (1997–الآن) | 19      |       |